# Hofschatzmeister von Litauen

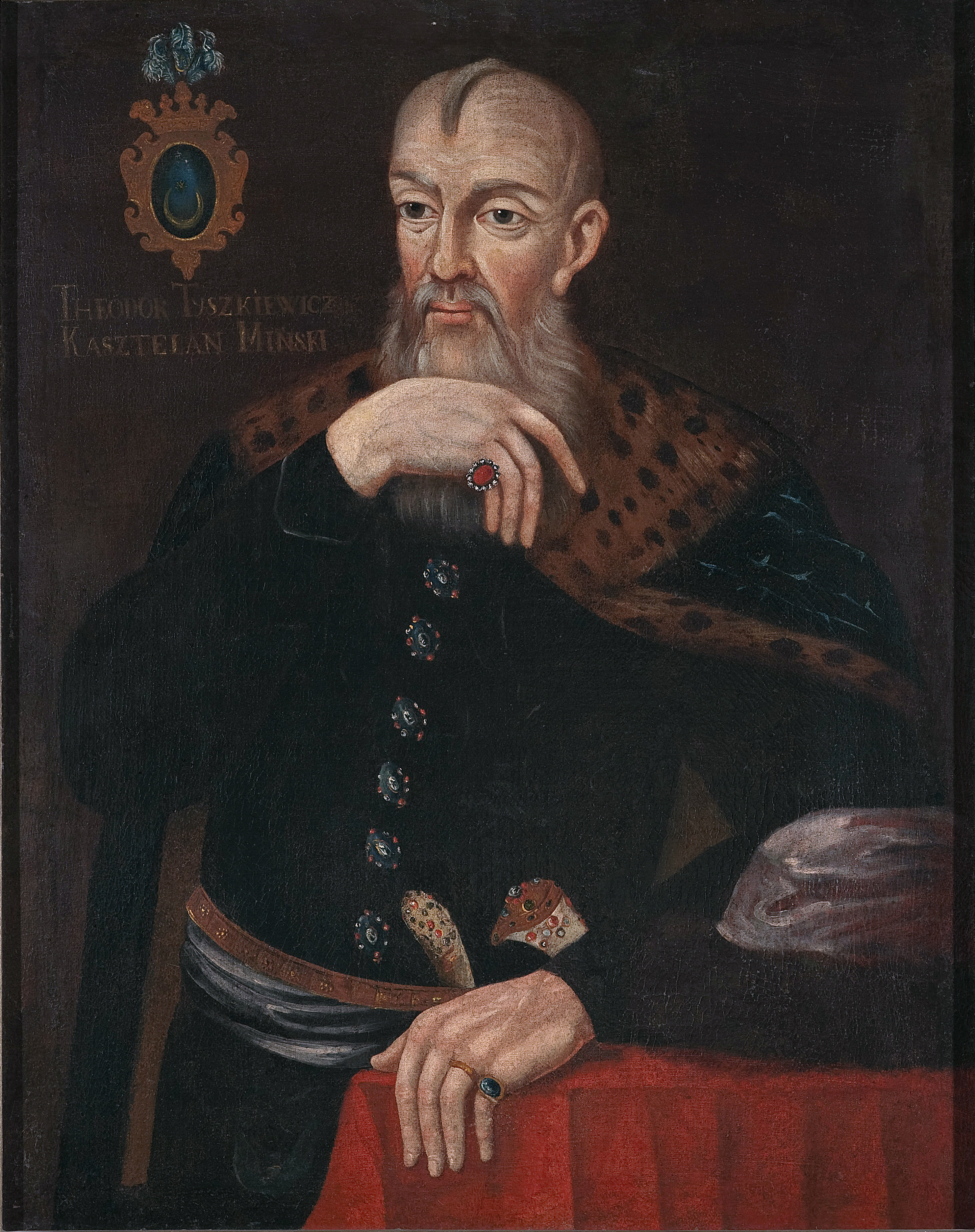
Teodor Skumin Tyszkiewicz war Ende des 16. Jahrhunderts Hofschatzmeister von Litauen

Hofschatzmeister von Litauen (poln. Podskarbi nadworny litewski, lit. Lietuvos dvaro paiždininkis, lat. subthesaurarius magni ducis Lithuaniae) war ein Hofamt im Königreich Polen und in der Adelsrepublik Polen-Litauen. 
Der Hofschatzmeister von Litauen war ebenso wie der Großschatzmeister von Litauen für die den Kronschatz und die Münzpräge in Litauen verantwortlich. Er wurde ab dem Ende des 15. Jahrhunderts dem Großschatzmeister von Litauen zur Seite gestellt. 1504 wurden seine Kompetenzen von König Alexander neugeregelt. De jure war er mit dem Großschatzmeister von Litauen gleichgestellt, de facto war er dessen Stellvertreter. Nachdem der Sejm 1590 den Staatsschatz von dem Vermögen des Monarchen formell getrennt hat, verwaltete der Hofschatzmeister von Litauen das in Litauen gelegene Vermögen des Monarchen. In der Sächsischen Zeit oblag ihm die Führung der Schatzkammer in Litauen. Hierzu führte er eine eigene Kanzlei mit Notariat. Erst ab 1775 war er qua Amt Mitglieder des Senats. In der Polnischen Krone war der Hofkronschatzmeister sein Gegenspieler.

## Nachweise
- Góralski, Zbigniew: Urzędy Staropolskie (polnisch)